# Alexanderhof (Jerusalem)

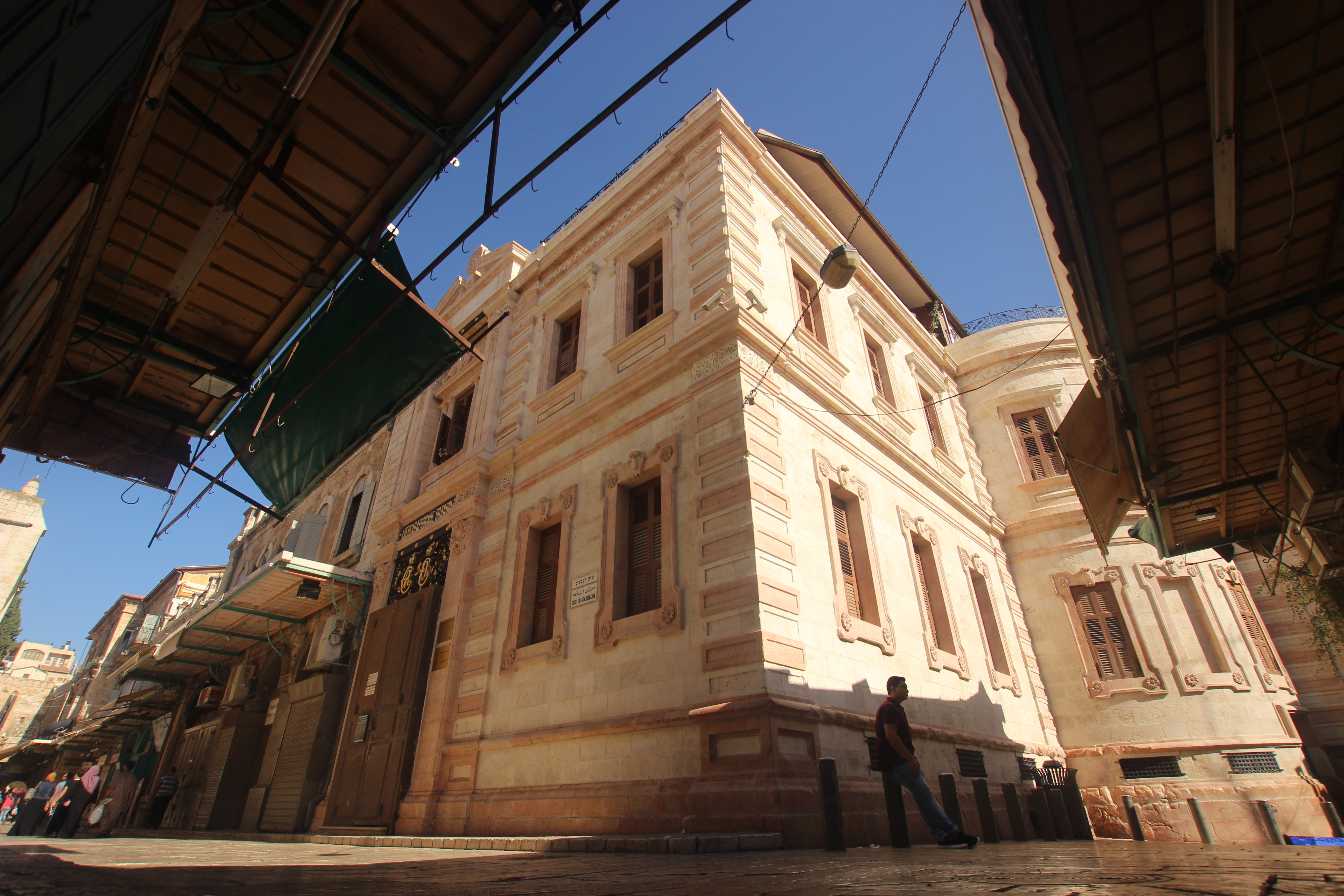
Alexanderhof

Der Alexanderhof ist ein historischer Gebäudekomplex der Kaiserlichen Orthodoxen Palästina-Gesellschaft mit derzeit unklaren Eigentumsverhältnissen im Christlichen Viertel in der Altstadt von Jerusalem.

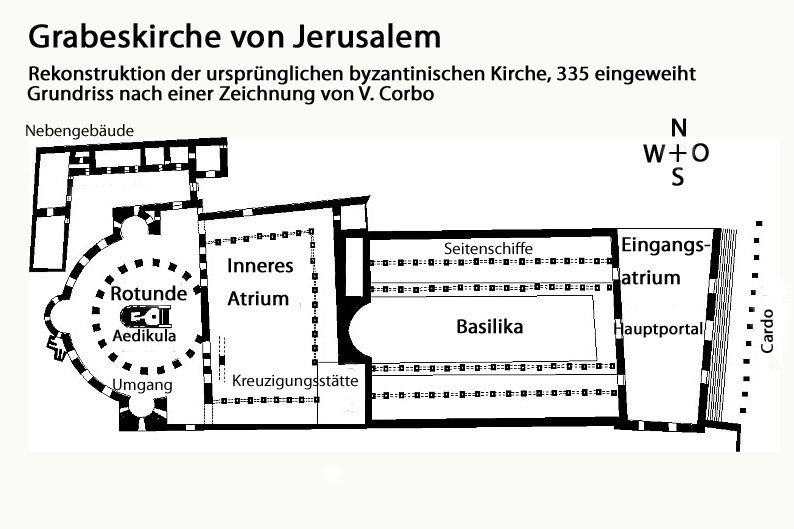
Konstantinische Auferstehungsbasilika (heute: Grabeskirche)

## Name
Der Alexanderhof wird auch, z. B. bei Max Küchler, als Alexander-Hospiz oder Metochion bezeichnet. Das Gebäude wurde zunächst Russisches Haus (Русский дом) genannt. Dann erhielt es den Namen Alexanderhof (Александровское подворье) nach Alexander III. Im Inneren des Gebäudes befindet sich die Alexander-Newski-Kirche, die nach dem heiligen Alexander Jaroslawitsch Newski benannt ist.

## Geographie
Der Alexanderhof⊙ liegt in der Ecke zwischen Suq Chan ez-Zeit und Suq ed-Dabara (englisch Suq ed-Dabbagha, arabisch سوق الدباغة, DMG sūq ad-dabbāġa ‚Markt der Gerber‘, hebräisch שוק הצבעים suq ha-tswa‘im, deutsch ‚Markt der Farben‘).
Er befindet sich südöstlich der Grabeskirche⊙ im Bereich des im 2. Jahrhundert unter Hadrian erbauten Temenos auf dem Gelände der konstantinischen Auferstehungs-Basilika.

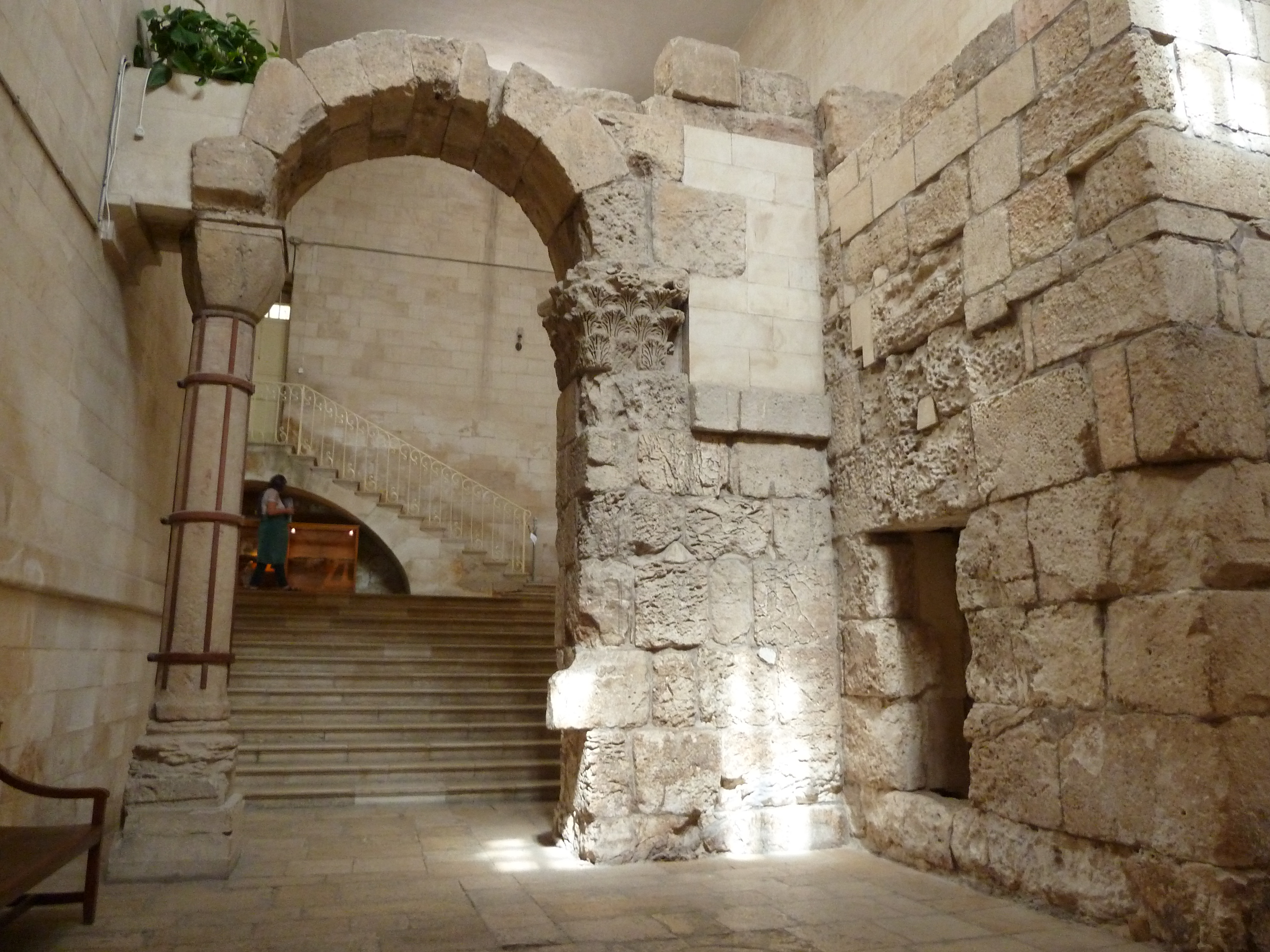
Alexanderhof, antikes Tor im Untergrund

## Geschichte
1859 kaufte Russland das Gelände. Es war zunächst für den Bau eines russischen Konsulats vorgesehen.
Ermete Pierotti säuberte das Areal und entdeckte dabei bereits antike Mauern. Er glaubte, dass es sich dabei um die salomonische, von Herodes restaurierte, Mauer handele. Daraufhin wurde das russische Konsulat außerhalb der Jerusalemer Altstadt gebaut.
Charles William Wilson grub in den Jahren 1864 und 1865 den oberen Teil des Bogens und die Tenemos-Mauer aus.
M. Conder (1872) und Charles Clermont-Ganneau (1874) untersuchten die ausgegrabenen Ruinen.
Der Alexanderhof wurde 1881 erbaut nach dem Besuch des Großfürsten Sergei Alexandrowitsch Romanow, von dem er seinen Namen erhielt.
Er besteht aus einem Pilgerhospiz, einem kleinen Museum und der Alexander-Newski-Kirche.
Weitere Untersuchungen wurden 1883 vom russischen Archimandriten Antonin Kapustin und Conrad Schick durchgeführt.
Die alten Fundamente und Strukturen sind erhalten und können im Alexanderhof besichtigt werden.
Über ihre Datierung und Herkunft gibt es viele verschiedene Ansichten.
Für die teilweise behauptete Datierung auf die Zeit Salomos (10. Jahrhundert v. Chr.), Nehemias (4. Jahrhundert v. Chr.) oder Herodes (1. Jahrhundert v. Chr.) gibt es keine eindeutigen archäologischen Beweise.
Louis-Hugues Vincent deutete die Ausgrabungen als Reste der Propyläen und des Atriums der konstantinischen Auferstehungs-Basilika.
In diese integriert sind Reste des hadrianischen Tenemos und ein Tor, das das römische Forum, heute Muristan, mit dem Cardo Maximus verband.
Steinblöcke aus herodianischer Zeit wurden beim Bau verwendet.

### Streit zwischen rotrussischen und weißrussischen Orthodoxen um den Alexanderhof
Nach der Oktoberrevolution 1917 führten die sowjetischen Kommunisten einen antikirchlichen Terror durch, bei dem viele Bischöfe und Priester ermordet wurden.
Damit erzwangen die sowjetischen Machthaber eine Loyalitätserklärung der Russisch-Orthodoxen Kirche gegenüber dem sowjetischen Staat.
Dies führte zu einer Kirchenspaltung und zur Gründung der Russisch-Orthodoxen Kirche im Ausland.
So spaltete sich von der Orthodoxen Palästina-Gesellschaft ein antikommunistischer Zweig ab, dem von der britischen Mandatsregierung die Besitzrechte in Palästina übertragen wurden.
1948 wurde der Staat Israel gegründet, welcher diplomatische Beziehungen zur Sowjetunion aufnahm.
Nun wurden die Besitzrechte der russisch-orthodoxen Kirche auf dem Staatsgebiet Israels an das Moskauer Patriarchat übertragen. Davon unberührt blieb der Besitz im Westjordanland und in der Jerusalemer Altstadt, da diese zu diesem Zeitpunkt nicht zum Staatsgebiet Israels gehörten.
So blieb der Alexanderhof weiter im Besitz des der Auslandskirche unterstehenden Zweiges der Kaiserlichen Orthodoxen Palästina-Gesellschaft, geleitet von Archimandrit Antonii (Alexej) Grabbe, der seit 1968 Leiter der Russischen Geistlichen Mission in Jerusalem war. 1985 leitete die Bischofssynode ein Verfahren wegen Veruntreuung gegen Grabbe ein, da er unter anderem eigenmächtig Grundstücke verkauft habe. Die Bischofssynode setzte Grabbe 1986 ab und enthob ihn aller seiner Ämter. Grabbe wehrte sich jedoch. Er deklarierte sich zum Leiter einer von der Bischofssynode unabhängigen Orthodoxen Palästina-Gesellschaft im Heiligen Land (zu unterscheiden von der staatsnahen Kaiserlichen Orthodoxen Palästina-Gesellschaft) und übernahm als solcher den Alexanderhof. Nach Grabbes Tod führte der Münchner Nikolai Hoffmann-Worontsow den Alexanderhof als Besitz der in München eingetragenen Stiftung "Russian Orthodox Society Holy Land" fort.
Im Jahr 2006 fand die 110-Jahr-Feier der Weihe der Alexander-Newski-Kirche statt. Den Gottesdienst hielt der Berliner Metropolit Mark der Auslandskirche. Überraschend tauchte dabei Metropolit Kyrill auf. Beide Priester beteten dann gemeinsam. Von den Gläubigen wurde das als Hoffnungszeichen gesehen, dass weißrussische und rotrussische Orthodoxie angesichts der Bedrohung durch den Islam ihren Streit begraben.
2015 unternahm der russische Staat einen weiteren diplomatischen Versuch, in den Besitz des Alexanderhofs zu gelangen, der von Israel jedoch nicht beantwortet wurde. Im Rahmen weiterer diplomatischer Verhandlungen zeigte sich Israel dann doch bereit, den Alexanderhof an Russland zu geben. Für Israel spielte dabei eine wesentliche Rolle, dass die Jerusalemer Altstadt von Russland als Staatsgebiet Israels anerkannt wurde. Die Dokumente zur Übertragung des Alexanderhofs an Russland sollten für den 30. Dezember 2019 ausgestellt werden. Allerdings legte Nikolai Hoffmann-Worontsow am 1. März 2019 beim israelischen Justizministerium dagegen Protest ein. Daraufhin verhängte ein Jerusalemer Bezirksgericht ein vorübergehendes Verbot der Besitzübertragung.
2020 sollte die dem russischen Staat nahestehende Kaiserliche Orthodoxe Palästina-Gesellschaft den Alexanderhof übernehmen. Im Januar 2021 verwehrten Vertreter von Nikolai Hoffmann Geistlichen der Auslandskirche den Zutritt zur Alexander-Newski-Kirche, was zu einem scharfen Protest der Bischofssynode der Auslandskirche führte. Die Übertragung des lange umstrittenen Grundbesitzes wurde im März 2022 nach Einsprüchen der Hoffmann-Stiftung vom Jerusalemer Bezirksgericht wieder aufgehoben. Im April 2022 forderte der russische Präsident Wladimir Putin den israelischen Ministerpräsidenten Naftali Bennett in einem Brief auf, die Übergabe des Komplexes an Moskau zu genehmigen.

## Beschreibung
Im Gebäudekomplex befinden sich die Alexander-Newski-Kirche, ein Museum, ein Empfangsraum, Büros und Verwaltungsräume, eine Bibliothek, ein Archiv, Unterkunftsräume für Pilger und im Untergeschoss Ausstellungsräume der archäologischen Ausgrabungen.

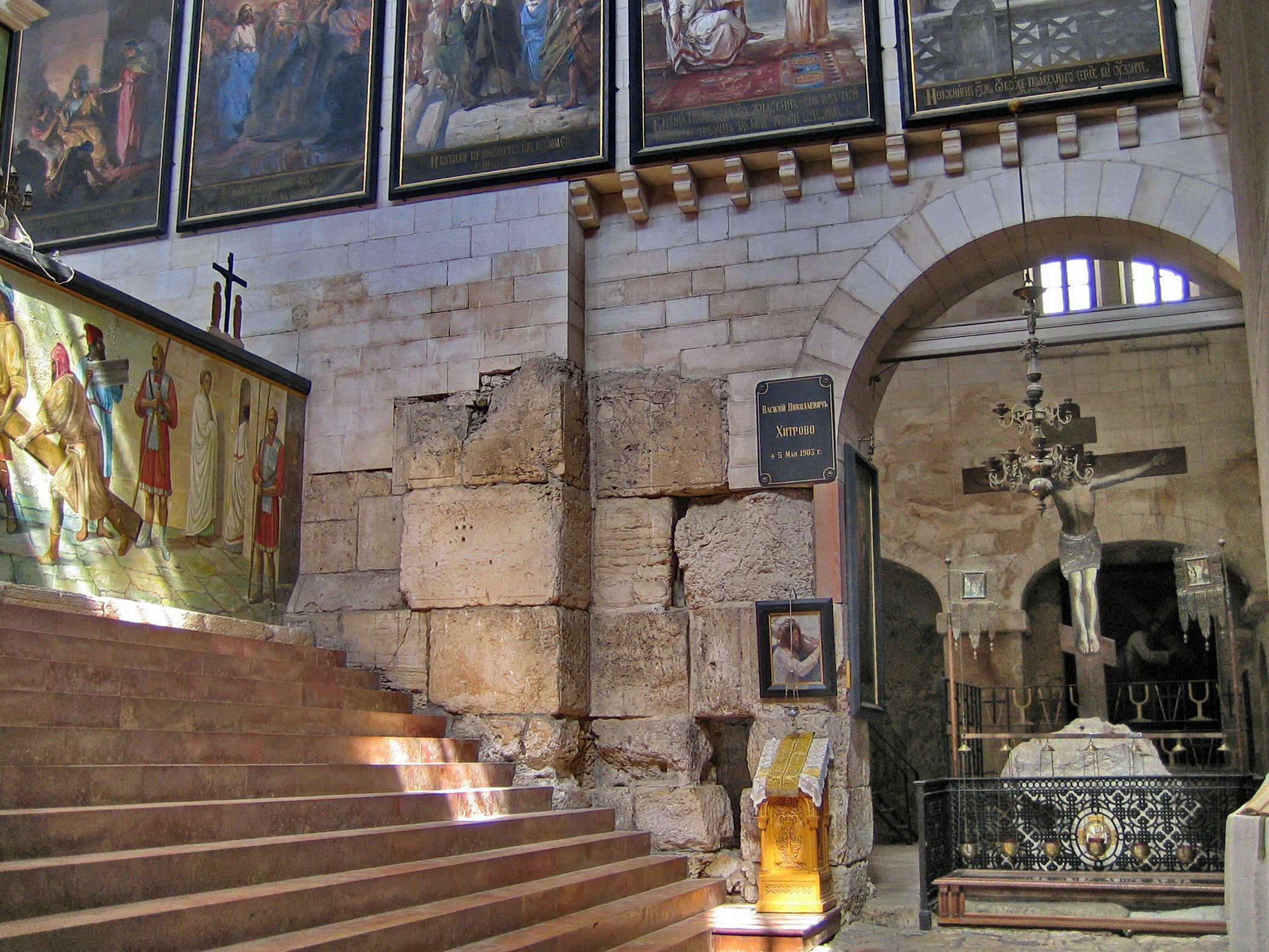
Schwelle und Nadelöhr

### Ausgrabungen
Es wurde eine Schwelle ausgegraben, die nach christlicher Tradition als die Schwelle verehrt wird, über die Christus auf dem Kreuzweg nach Golgotha ging.
Archäologisch lässt sich diese Schwelle eher den Propyläen der konstantinischen Basilika zuordnen.
Links von der Schwelle befinden sich eine Ante und daneben ein kleines Loch, das als Nadelöhr bezeichnet werden könnte.
Durch dieses Loch konnten Reisende die Stadt betreten, nachdem nachts die Tore geschlossen wurden.
Es gibt eine Hypothese, die die Bibelstelle:

„Eher geht ein Kamel durch ein Nadelöhr, als dass ein Reicher in das Reich Gottes gelangt.“

auf diese Einrichtung bezieht.
Auf dem originalen Plattenbelag steht eine antike Toranlage.
Louis-Hugues Vincent rekonstruierte aus diesem erhaltenen Rest ein dreitoriges Triumph- oder Forum-Tor aus der Zeit Hadrians.
Außerdem sind Teile der Süd- und der Ostmauer des Tenemos, Säulenstümpfe des römischen Cardo Maximus und Kapitelle erhalten.
Die Fortsetzung der hier gezeigten Mauern kann man im benachbarten Zalatimos-Laden im Suq Chan ez-Zeit sehen.

### Museum
Im Museum werden verschiedene kleinere Artefakte aufbewahrt, die bei Ausgrabungen gefunden wurden.
Darunter befinden sich Pendelleuchten, Kreuze, Miniaturglasgefäße, Kerzenhalter, Türschlösser mit Löwenköpfen, arabische Münzen, hebräische Lampen, Anhänger und Tonscherben koptischen Ursprungs.

### Alexander-Newski-Kirche
1896 wurde die Alexander-Newski-Kirche geweiht. Die Kirche besitzt eine zweireihige Ikonostase.
Ihre Wände sind geschmückt mit Ikonen und Gemälden von Nikolai Andrejewitsch Koschelew, der zu diesem Zweck 1891 Jerusalem besuchte.
In der Ostwand hinter dem Altar befindet sich ein Buntglasfenster im russischen Jugendstil.